# Topologia e suas aplicações
Topology and Its Applications (em português: Topologia e suas aplicações) é um seletivo periódico acadêmico de matemática avançada que publica pesquisas recentes sobre topologia. Atualmente ele é publicado na Holanda, em Amsterdã, pela famosa editora Elsevier. Ele foi criado em 1971, como General Topology and Its Applications, e renomeado para o título atual em 1980. A revista publica atualmente 18 edições a cada em volume único. O material é indexado pelo Scopus, Mathematical Reviews e Zentralblatt MATH. Seu fator de impacto em 2020 foi 0.617.